# 블러드 파더
《블러드 파더》(영어: Blood Father)는 2016년 공개된 프랑스의 액션 스릴러 영화이다.

## 출연
- 멜 깁슨 - 존 링크 역
- 에린 모리어티 - 리디아 역
- 디에고 루나 - 조나 역
- 마이클 파크스 - 프리처 역
- 윌리엄 H. 메이시 - 커비 역
- 데일 딕키 - 체리즈 역
- 토머스 맨 - 제이슨 역
- 미구엘 샌도발 - 아르투로 리오스 역
- 리처드 카브랄 - 조커 역
- 라이언 도시 - 샤므록 역
- 다니엘 몽카다 - 춥 역
- 라울 트루질로
- 테이트 플레처 - 바텐더 역
- 게니아 미카엘라
- 타라 엘리엇